# Айнадым
Айнадым (Ай-Надым) — река в России. Устье реки находится в 507 км по левому берегу реки Надым. Длина реки составляет 73 км. Верховья реки — в Белоярском районе Ханты-Мансийский автономного округа, среднее и нижнее течение — на территории Надымского района Ямало-Ненецкого автономного округа.

## Данные водного реестра
По данным государственного водного реестра России относится к Нижнеобскому бассейновому округу, водохозяйственный участок реки — Надым, речной подбассейн реки — подбассейн отсутствует. Речной бассейн реки — Надым.
Код объекта в государственном водном реестре — 15030000112115300047316.